# 프리오라트 포도주

프리오라트 DOQ

프리오라트(스페인어: Priorat)는 스페인의 원산지 통제 지역(DOQ; Denominació d'Origen Qualificada) 중 하나로 스페인의 남서쪽에 위치한 타라고나 주에 위치하고 있다.
| 공식 명칭      | Denominació d'Origen Qualificada Priorat |
| 분류           | Denominación de Origen Calificada        |
| 지정 년도      | 2006 (DO는 1954년)                       |
| 국가           | 스페인                                   |
| 하위 지역      | 프리오라트 주                            |
| 년 평균 강슈량 | 400-600 mm                               |
| 총 면적        | 1,900 hectares                           |
| 포도 나무 수   | 567                                      |
| 양조장 수      | 103                                      |
| 년 양조량      | 27,698 hL                                |

DOQ에는 11개의 지역이 있는데, 1990년부터 국제적 관심을 받아온 강렬한 레드 와인이 주를 이룬다. 이 지역은 검은 점판암과 일리코레야(Ilicorella)라고 알려진 석영 토양으로 이루어진 독특한 떼루아를 가지고 있다.
스페인의 가장 높은 와인 등급인 DOCa를 부여받은 지역은 오직 두 군데이며 프리오라트와 리오하가 여기에 해당된다. Priorat(프리오라트)란 카탈루냐 용어로 프리오라토(Priorato)와 동일하게 사용되며, 와인 라벨에서 자주 발견된다.

## 역사
포도 재배 및 양조에 대한 최초의 기록은 12세기의 것으로, 이는 1194년 설립된 스칼라 데이(Scala Dei)의 까탈루냐 수도원의 수도승이 작성한 것이다. 스칼라 데이(Scala Dei)는 해당 지역의 7개 마을을 통치했고, 이에 의해 프리오라트(Priorat)라는 이름이 붙여졌다. 수도승들은 수세기간 포도밭을 관리했으며, 1835년에 이르러 개인 소유자들에게 밭이 분배 되었다.
19세기 후반, 필록셀라 질병에 의해 포도밭이 폐허가 되었으며 경제적으로 큰 타격을 입게 되어 많은 인구들이 다른 지역으로 이주했다. 필록세라가 발병하기 이전에 프리오라트 지역에는 약 5,000헥타르 (약 12,000 에이커)의 포도밭이 있었던 것으로 알려져 있다. 1950년대가 되어서야 포도밭을 재조성하려는 움직임이 시작되었다. 프리오라트가 DO로 지정된 것은 1954년이다. 최초로 DO 지정을 받은 것은 주요 양조 지역인 프리오라트가 아닌 동쪽으로 30km 떨어진 레우스(Reus)였다.
1985년부터는 저가의 대량 생산하는 방식에서 고품질의 와인을 양조하는 것으로 스타일이 변해갔다.
그리고 와인 양조 협회가 설립되었다. 프리오라트 와인의 명성은 카를레스 파스트라나(Carles Pastrana), 레네 바르비에르(René Barbier), 알바로 팔라시오스(Álvaro Palacios)에 의해 점차 높아 졌다. 양조자인 바르비에르(Barbier)는 팔라시오스(Palacios) 가족이 운영하던 리오하 지역의 양조장을 활성화 시키고, 1979년 프리오라트 지역의 약 600 헥타르의 포도밭을 구매한다.
1980년대에 이르러 그는 Palacios를 포함한 다른 양조자들에게 이곳에 더욱 적합한 새로운 포도밭을 조성하자고 주장을 하고, 이는 모두 Clos라고 명명된다. 최초 3개년의 빈티지(1989~1991) 동안 5개의 양조장 운영자들은 그들의 포도를 섞고, Gratallops라는 양조장을 함께 사용하여 하나의 와인을 만든 후 그것에 5개의 다른 레이블을 붙여 판매했다: Clos Mogador (Barbier), Clos Dofi (Palacios, later renamed to Finca Dofi), Clos Erasmus, Clos Martinet, Clos de l'Obac.
1992년부터 이 와이너리들은 분리되었고 1993년 Palacios가 아주 오래된 프리오라트 포도로 만든 L'Ermita라는 와인을 출시하였다. 이것은 토착 품종으로 새로운 스타일의 와인을 양조한 것으로 세간의 관심을 끌었다.
카탈루냐 협회는 프리오라트의 등급을 2000년 DO에서 DOQ로 승격하였으나, 마드리드 소재인 스페인 정부가 이것을 최종적으로 승인한 것은 2009년 7월 6일이 되어서이다. 2000년부터 2009년 사이에는 프리오라트 지역이 DOQ로 승인은 받았지만 DOCa 등급은 받지 못했고, 이로 인해 여러 혼란을 일으켰다. 2006년, DOQ에 대한 새로운 규제가 카탈루냐 종부로부터 승인을 받았다.
현재 프리오라트 지역의 포도밭은 1990년대의 Clos-led 품질 혁명 이후 꾸준히 확대되고 있다. 2000년 약 1,000 헥타르의 포도밭이 있었다면, 2009년 확인된 포도밭의 넓이는 약 1,800 헥타르 수준이다.

## 지형

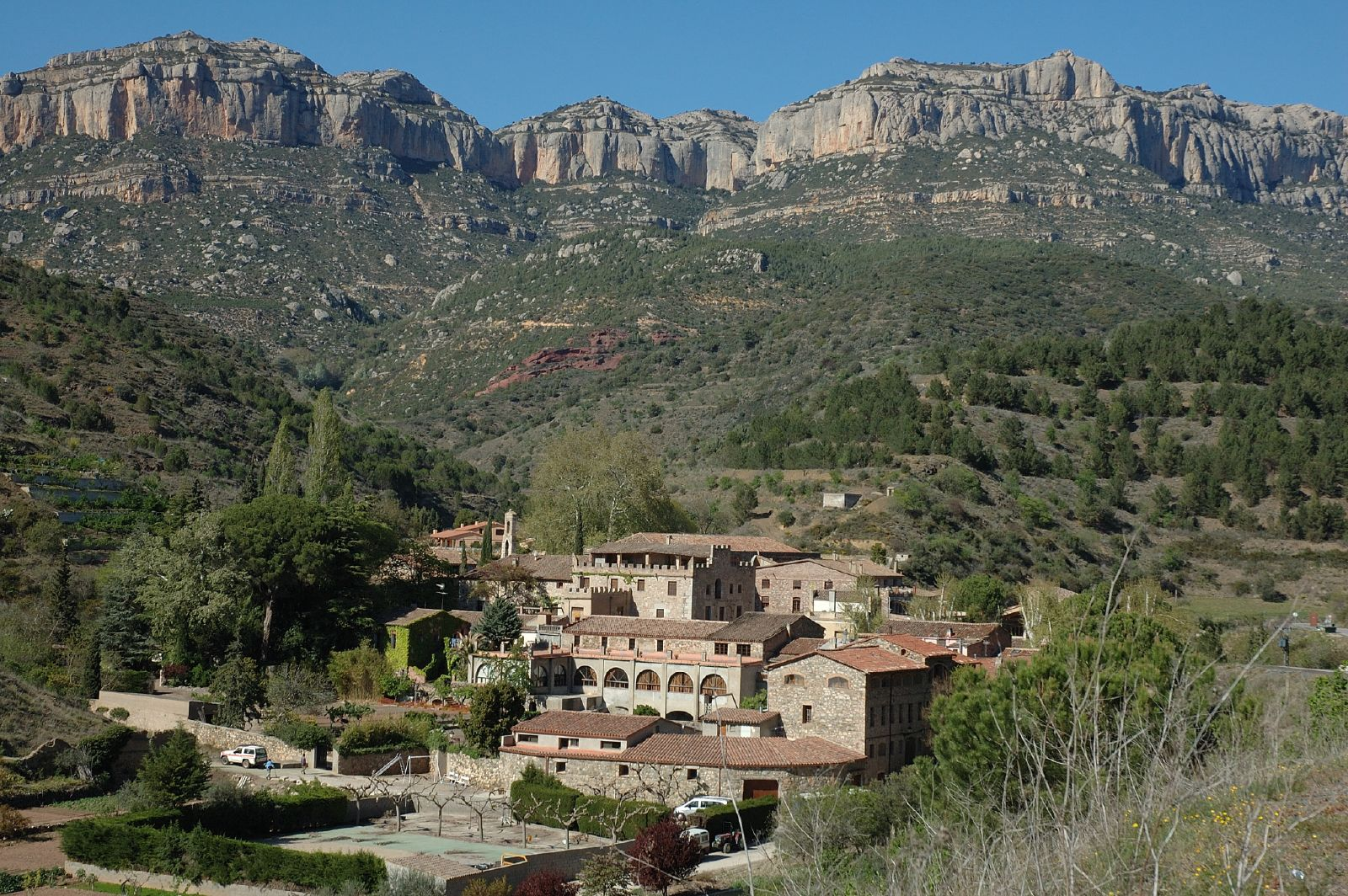
몬산트(Montsant) 산 앞에 위치한 에스칼라데이(Escaladei) 마을

DOQ는 Siurana와 Montsant 강의 협곡들에 위치해 있으며, 이 포도밭들은 해수면으로부터 약 100~700m 높이의 고도에 있다. 프리오라트는 몬산트(Montsant) DO에 거의 둘러 쌓여 있어 유사한 형태의 와인이 양조된다.
2013년, 에코 투어리즘 가이드 북은 최초로 프리오라트 지역과 이의 양조 스타일에 대한 가이드북을 출시했다.

## 토양

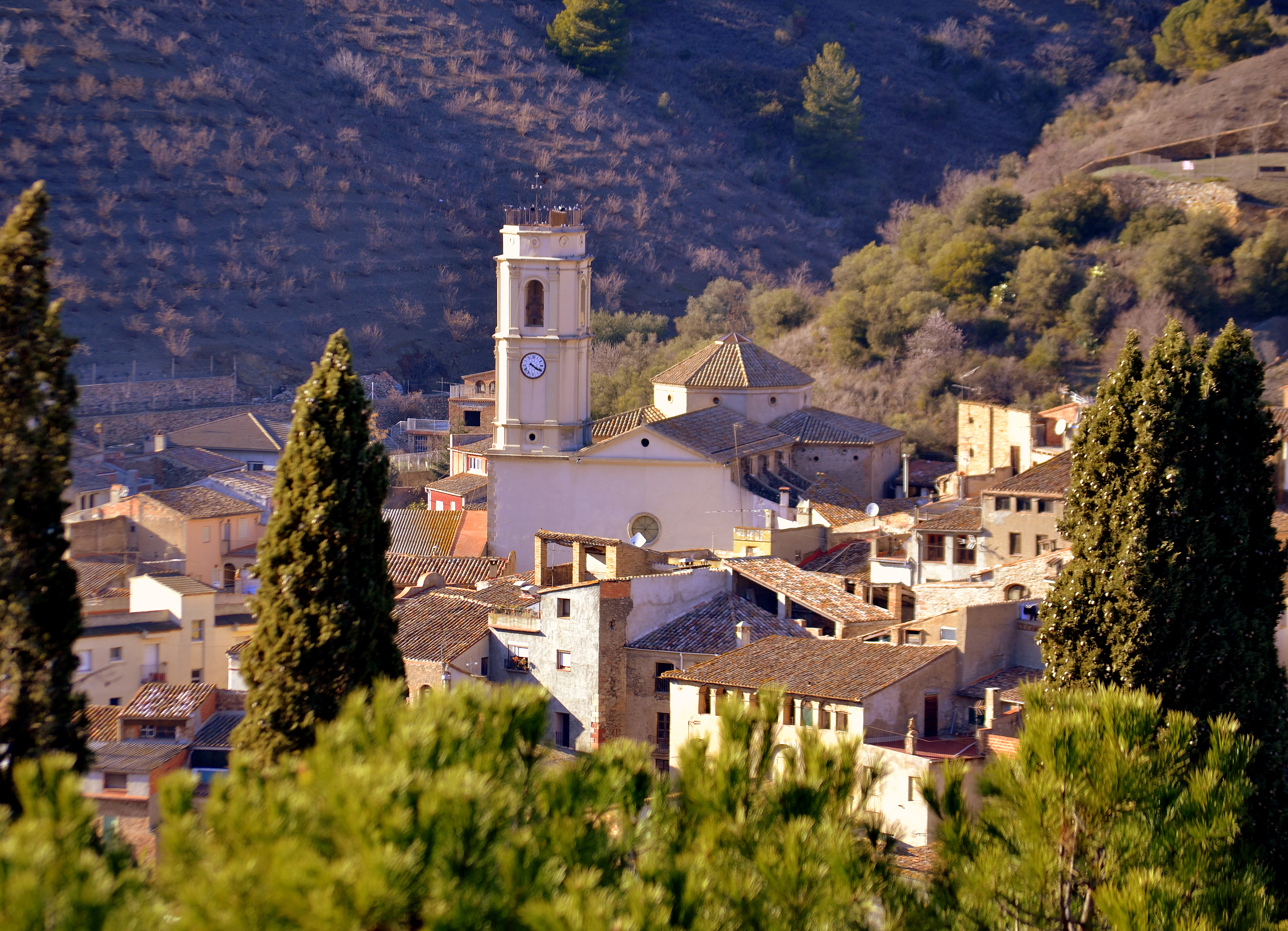
포레라(Porrera)는 프리오라트 지역의 마을 중 하나로, 마을 좌측 후방에 많은 포도밭이 조성되어 있다

이 지역은 화산활동으로부터 유래된 것으로 매우 흥미로운 토양 특성을 가지고 있다. 골격이 되는 토양은 붉거나 검은 점판암으로 매우 미세한 입자로 이루어져 있으며, 이것이 태양빛을 반사하여 포도밭을 열로부터 보호해준다. 표토(가장 최상위의 토양)는 약 50cm 두께이며 주로 점판암과 운모로 이루어져 있다. 이러한 토양적 특성 때문에 포도 나무들은 물을 찾기 위해 최대한 뿌리를 지하 깊이 뻗고, 이 때문에 독특한 영양분과 미네랄들을 섭취하게 된다. 뿌리가 깊이 뻗을수록 포도나무들은 더욱 더 바람에도 강하게 견딜 수 있게 된다.

## 기후
프리오라트 DOQ는 매우 좁은 지역임에도 불구하고, 내부적으로 마이크로 기후(Micro climate)를 가지고 있다. 특정 기후의 경우 내륙성 기후보다 더욱 극심한 형태를 보이는데, 이것이 높은 고도에 위치할 뿐 아니라 계곡 사이에 위치해 있기 때문이다. 몬산트(Montsant) 산에서 내려오는 북쪽의 차가운 바람과 동쪽에서 오는 따뜻한 바람인 미스트랄(Mistral)이 동시에 영향을 미친다.

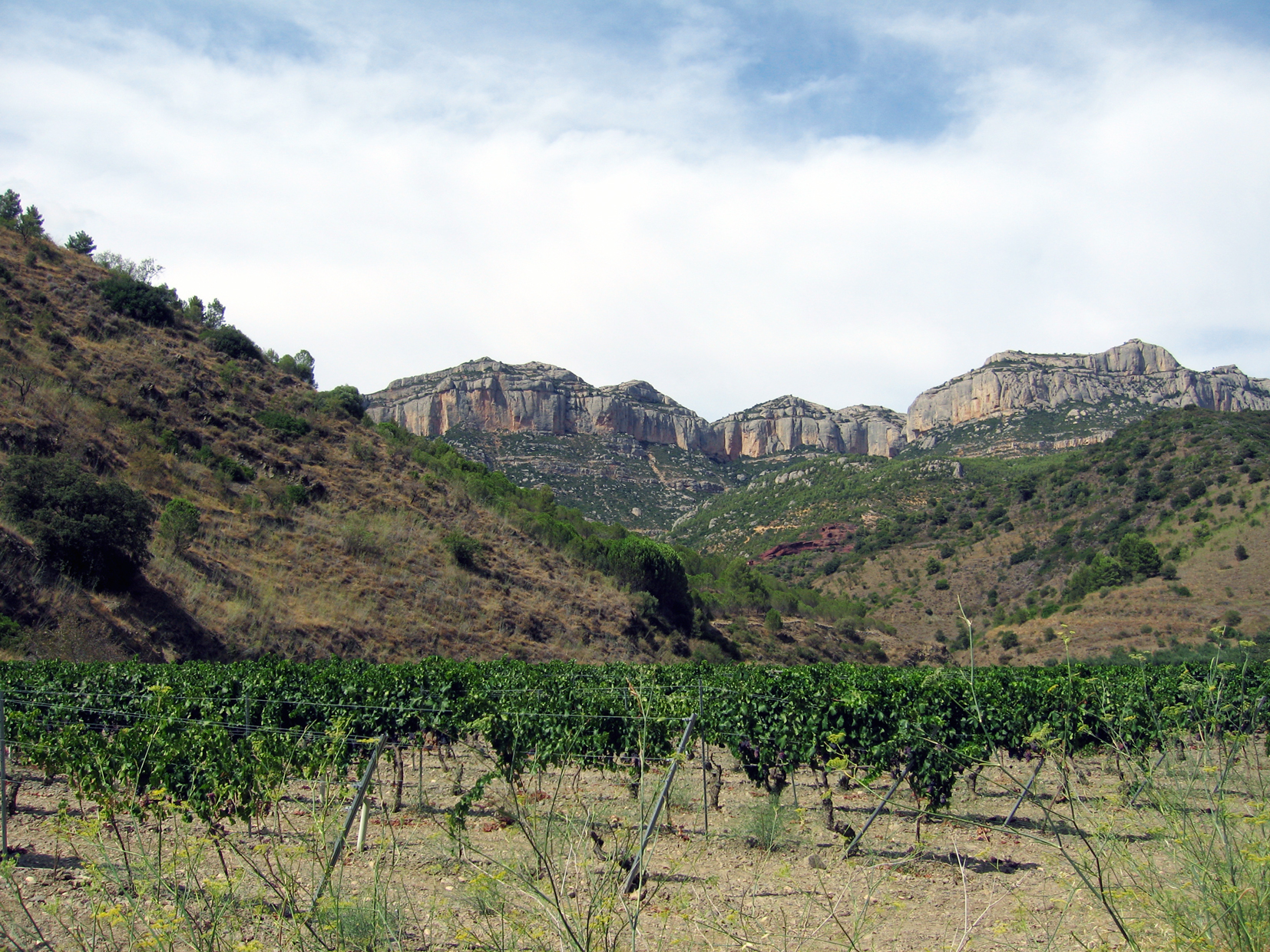
몬산트(Montsant) 산 앞의 Scala Dei 포도밭

2002년 국립공원으로 지정됨에 따라, Montsant 자연 공원은 프리오라트와 카탈루냐 남쪽 지역의 상징이었다. 이 단츤은 매우 가파로운 경사와 낭떠러지로 이루어져 있는데, 프리오라트의 여름은 상당히 길고 건조한 편으로 약 35° C 에 도달하고, 추운 겨울철 평균 온도는 약 4° C이다. 때로 서리의 위험이 있지만 자주 발생하지는 않으며, 년 평균 강수량은 약 400~600mm 수준이다.

## 포도 품종
주요 토착 포도 품종은 엘 프리오라트(El Priorat)의 붉은 가르나차로, 주로 오래된 포도밭에서 재배된다. 가르나차 뿐 아니라 까리냥, 카베르네 소비뇽, 메를로, 쉬라 또한 유명한 포도 품종이다. 추가로 백포도 품종으로는 가르나차 블랑, 마카베오, 페드로 시미네르, 슈넹 블랑이 지정되어 있다.
적포도 품종 중 가르나차의 비율은 일정히 유지되는 편이나, 까리냥의 비율은 줄어들고 국제 포도 품종의 비율이 증가되고 있다. 카베르네 소비뇽의 경우 일관적으로 주도적인 포도 품종이었으며, 최근에는 쉬라의 인기가 커지고 있다.
이 지역의 생산량은 매우 적은 편인데 헥타르 당 생산 가능하게 지정되어 있는 6,000 kg/ha 보다 훨씬 적은 편이다. 이것은 토양을 구성하는 암석질 때문에 토양이 충분히 물을 머금지 못하기 때문이다. 포도나무들은 낮은 덤불로 재배되며, 새로운 포도밭들은 격자무늬 형태로 조성된다.
2008년 기준, 프리오라트는 1,767 헥타르 (4,370 에이커)의 포도밭을 보유하고 있으며 이 중에서 96%가 적포도 품종이다. 평균적으로 헥타르 당 약 2,850개의 포도나무가 재배되는데, 이는 법에 정해진 최대 9,000 나무/ 헥타르 대비 훨씬 낮은 수준이다.
| 적포도          | 적포도       | 적포도 | 적포도      | 청포도          | 청포도       | 청포도 | 청포도      |
| 품종            | 재배면적(ha) | 비율   | 포도나무 수 | 품종            | 재배면적(ha) | 비율   | 포도나무 수 |
| 적 그라나차     | 667.52       | 37.8%  | 1 980 645   | 청 그라나차     | 39.8         | 2.3%   | 132 705     |
| 까리냥          | 442.61       | 25.0%  | 1 029 082   | 마카베오        | 20.37        | 1.2%   | 42 950      |
| 카베르네 소비뇽 | 248.92       | 14.1%  | 775 012     | 페드로 시미네즈 | 8.06         | 0.5%   | 17 514      |
| 쉬라            | 191.59       | 10.8%  | 702 440     |                 |              |        |             |
| 메를로          | 104.1        | 5.9%   | 230 528     |                 |              |        |             |
| 기타품종        | 34.04        | 1.9%   | 86 063      | 기타품종        | 10.07        | 0.6%   | 30 010      |
| 합계            | 1688.78      | 95.6%  | 4 803 770   | 합계            | 78.3         | 4.4%   | 223 179     |

## 생산
2008년 기준, 4,796톤의 포도가 수확되었으며 이 중에서 96%인 4,580톤이 적포도, 4%인 198.5톤이 청포도이다. 이 포도로 약 27,698헥토리터의 와인이 양조되었다. 최근 프리오라트 지역의 포도밭이 확대됨에 따라 적포도 품종의 수확량이 증가하고 있는 반면, 청포도 품종의 수확량은 점차 감소하고 있다. 구체적으로 청포도 품종의 비율은 2001년 기준 10%에서 2008년 기준 4%로 하락하였는데, 동일 기간 동안 총 생산량은 92%가 증가하였다.
2008년은 헥타르 당 평균 2,700kg의 포도가 수확되고 평균 16 헥토리터의 와인이 양조되었는데, 이것은 법적으로 지정된 최대 6,000kg, 39헥토리터에 훨씬 못 미치는 수준이다. (법적으로 1kg의 와인 당 최대 0.65리터의 와인을 양조할 수 있다) 일부 생산자들의 경우 헥타르 당 겨우 5 헥토리터의 와인을 양조했다.

## 와인
엘 프리오라트의 전통적인 레드와인의 경우 가르나차나 까리냥의 단일 품종으로 병입을 한 후 이를 보르도 스타일로 블렌딩 하는 것이며, 이 때 카베르네 소비뇽, 메를로, 쉬라 혹은 다른 품종과 섞이게 된다.
<가이드라인>
크리안사(Criança) 와인은 오크 배럴에서 6~18개월간 숙성된 후 병입되어야 한다.
리제르바(Reserva) 와인은 오크 배럴에서 12~24개월간 숙성된 후 병입되어야 한다.
그랑 리제르바(Gran Reserva) 와인은 오크 배럴에서 24~36개월간 숙성된 후 병입되어야 한다.
일부 와이너리들은 이와 같은 가이드라인을 엄격하게 준수하지만, 일반적으로는 Vino de guarda 라는 실용적인 방식을 따른다. 이는 오크 배럴에서 18개월간 숙성 후 6개월 간 병에 보관했다가 판매하는 것으로, 시음 적기는 출시 후 2년 이내이다.